# فيكتور إنغستروم
فيكتور إنغستروم (بالسويدية: Victor Engström)‏ (و. 1989 – 2013 م) هو لاعب باندي ‏، من السويد، توفي عن عمر يناهز 24 عاماً.